# Günter Schneider (Politiker, 1923)
Günter Schneider (* 9. September 1923 in Leipzig; † 18. September 1990) war ein deutscher Politiker der Liberal-Demokratischen Partei Deutschlands (LDPD) und Abgeordneter der Volkskammer.

## Leben
Schneider war der Sohn eines Angestellten und besuchte nach der Reifeprüfung die Humboldtschule in Leipzig. Danach leistete er Wehr- und Kriegsdienst und geriet gegen Ende des Zweiten Weltkrieges in französische Gefangenschaft.
Nach seiner Rückkehr nahm er 1946 an einer Ausbildung für Neulehrer teil. Später studierte er an der Deutschen Akademie für Staats- und Rechtswissenschaften, wo er das Staatsexamen an der Juristischen Fakultät ablegte. Er wurde Direktor der Sonderschule für Körperbehinderte am Krankenhaus in Leipzig und Kreisschulrat.

## Politik
Schneider trat der in der Sowjetischen Besatzungszone neugegründeten LDPD bei und wurde Vorsitzender des Bezirksverbandes Leipzig sowie Mitglied des Zentralvorstandes und des Politischen Ausschusses. 
In den beiden Wahlperioden von 1954 bis 1958 und von 1958 bis 1963 war er Mitglied der LDPD-Fraktion in der Volkskammer der DDR.

## Auszeichnungen
- zweifacher Aktivist der sozialistischen Arbeit

## Veröffentlichungen
- Dem Volke schlug sein Herz. Ein Beitrag zum politischen und pädagogischen Wirken Diesterwegs. Der Morgen, Berlin 1966, DNB 458865281.
- Betrug mit der Freiheit. Eine Studie über den Neoliberalismus. Der Morgen, Berlin 1972, DNB 576077801.
- Erlebnisse, Erfahrungen, Erkenntnisse. Der Morgen, Berlin 1987, ISBN 978-3-371-00100-5.